# Maìn – A casa da felicidade
Maìn - A casa da felicidade é um filme de 2012 dirigido por Simone Spada.
O filme narra a biografia de Maria Domenica Mazzarello, fundadora com Dom Bosco do Instituto das Filhas de Maria Auxiliadora e posteriormente canonizada por Pio XII .

## Trama
Maria Domenica Mazzarello, conhecida como “Maìn”, vem de uma modesta família piemontesa e, muito jovem, começou a trabalhar no campo. Aos 23 anos, adoeceu com tifo e, depois de se recuperar, deixou os campos para se dedicar à educação dos jovens da sua região, ao ensino de costura e à criação de uma casa familiar. O encontro com Dom Bosco, em 1864, levou-a à fundação do Instituto das Filhas de Maria Auxiliadora.

## Distribuição
O filme foi distribuído nos cinemas pela Multidea a partir de 20 de junho de 2012. 
Foi então distribuído no circuito de vídeo pela Multimedia San Paolo .